# Thenea megaspina
Thenea megaspina är en svampdjursart som beskrevs av Lendenfeld 1907. Thenea megaspina ingår i släktet Thenea och familjen Pachastrellidae.
Artens utbredningsområde är havet kring Heard- och McDonaldöarna. Inga underarter finns listade i Catalogue of Life.